# 蓝月着陆器
蓝月着陆器，或蓝月亮着陆器，是一系列月球着陆器及其相关基础设施，使用新葛倫火箭发射，旨在将人类和货物运送到月球。目前由蓝色起源领导的财团开发，该财团包括洛克希德·马丁公司、德雷珀公司、波音公司、Astrobotic和蜜蜂机器人公司。蓝月的两个版本：Mk1无人着陆器计划于2026年上半年发射，更大的Mk2载人着陆器（HLS）正在开发中，設計為通過軌道加註燃料實現可重复使用，可搭载四名宇航员降落在月球表面，计划在2029年执行NASA的阿耳忒弥斯5任务，届时它将搭载2名宇航员着陆月球。

## 描述
藍月計劃中包含了幾種太空船設計。其中包括 Mark 1 登陸器、Mark 2 和地月運輸器。此外，BE-7 液體火箭發動機正在開發和測試中，預計將用於這些太空船。